# Large Popmerchandising
Large Popmerchandising is een Nederlands bedrijf gespecialiseerd in de verkoop van merchandise gerelateerd aan popmuziek en rockmuziek. Het bedrijf is opgericht in 1986 en maakt sinds 1998 deel uit van een internationale groep onder leiding van het Duitse EMP Merchandising GmbH.

## Geschiedenis
Large Popmerchandising werd in 1986 opgericht door Martin van Blaricum en Piet Heuseveldt. Zij startten hun zakelijke activiteiten in een kelderbox in Rotterdam. In de beginjaren richtte het bedrijf zich op de verkoop van rock- en popmerchandise (zoals bedrukte T-shirts, kledingaccessoires, geluidsdragers e.d.) via festivals, markten, braderieën en postorder.
Om de seizoensafhankelijkheid te verkleinen, werd in 1989 een fysieke winkel geopend in Gouda.
De onderneming groeide in bekendheid binnen de punk- en rockgemeenschappen in Nederland en Vlaanderen, mede dankzij de verspreiding van catalogi die tweemaal per jaar verschenen. De covers van deze catalogi waren voorzien van striptekeningen. Robert van der Kroft verzorgde de eerste covers; vanaf 1991 nam Roel Smit deze taak over tot 2016.

## Ontwikkeling en samenwerking met EMP
In 1991 verwierf EMP Merchandising GmbH, de Duitse tegenhanger van Large, de exclusieve rechten voor de merchandise van het Dynamo Open Air festival in Eindhoven. Large werd uitgenodigd om deze activiteiten gezamenlijk uit te voeren. Deze samenwerking leidde in 1995 tot een partnerschap met Felix Lethmate, oprichter van EMP. 
Large had inmiddels de winkelactiviteiten gestaakt en zich volledig toegelegd op de postorderverkoop. De frequentie van de catalogusuitgaven werd verhoogd naar vier keer per jaar en uitgebracht in full color. In datzelfde jaar verliet medeoprichter Van Blaricum het bedrijf.

## Internationalisering
In 1997 lanceerden Large en EMP hun eerste webshops: large.nl, large.be, emp.de en emp.at. In 1998 werd de samenwerking met EMP Merchandising GmbH formeel gemaakt via een joint venture: een besloten vennootschap (B.V.) en een Belgische B.V.B.A., met beide partijen als gelijkwaardige aandeelhouders.
In 2003 werd een centraal logistiek centrum geopend in Lingen (Duitsland), dat dienst ging doen als distributiecentrum voor de verschillende Europese markten. Piet Heuseveldt verkocht zijn aandelen aan EMP en werd aangesteld als directeur voor de Benelux en internationale expansie.
Tussen 2003 en 2014 breidde de onderneming uit naar diverse Europese landen, waaronder Italië, Finland, Frankrijk, het Verenigd Koninkrijk, Spanje, Portugal, Denemarken, Zweden, Polen, Tsjechië, Noorwegen en Slowakije.

## Overname
In 2015 werd de EMP Group, inclusief Large, overgenomen door het Amerikaanse investeringsbedrijf Sycamore Partners. In 2018 volgde een tweede overname, ditmaal door Warner Music Group.

## Bedrijfsgegevens
- Oprichting: 1986
- Oprichters: Martin van Blaricum, Piet Heuseveldt
- Sector: detailhandel (merchandise, verkoop op afstand)
- Vestigingsadres: Den Haag
- Hoofdkantoor en logistiek centrum: Lingen (Duitsland)
- Omzet (2014): circa 12 miljoen euro
- Omzet EMP Group (2017): circa 200 miljoen euro
- Aantal medewerkers (2021): meer dan 700 (geconsolideerd)
- Eigenaar: Warner Music Group